# شهر جدید نانهوی

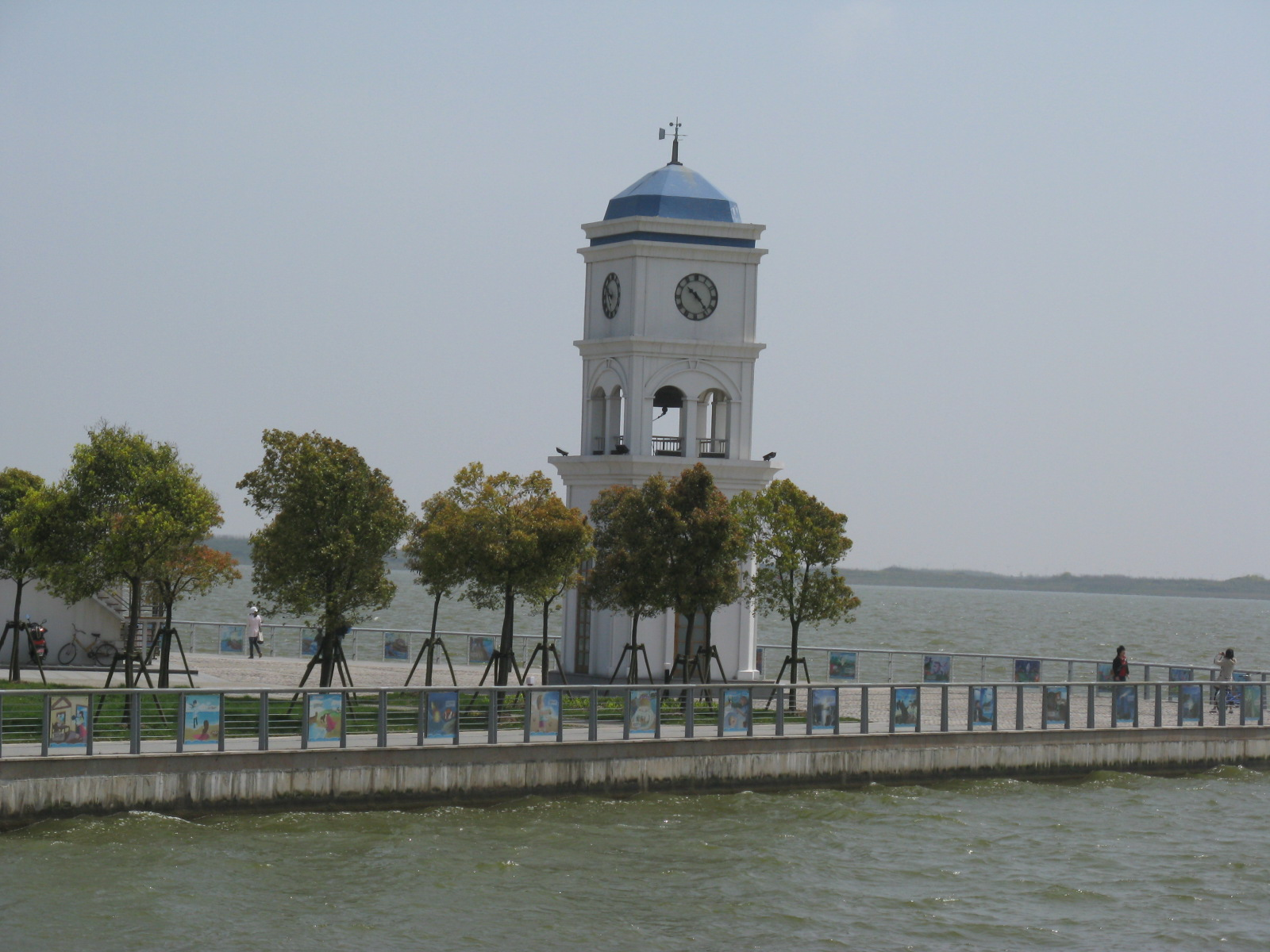
Dishui Lake
شهر جدید نانهوی (به لاتین: Nanhui New City) یک شهرک در جمهوری خلق چین است که در پودانگ واقع شده‌است. شهر جدید نانهوی ۲۷۷٫۶۶ کیلومتر مربع مساحت و ۶۰۰٬۰۰۰ نفر جمعیت دارد.